# Poneridia macdonaldi
Poneridia macdonaldi es una especie de insecto coleóptero de la familia Chrysomelidae.
Fue descrita científicamente en 1895 por Lea.